# نیروگاه زیست‌گاز شیراز
نیروگاه زیست‌گاز شیراز (در برم شور، شیراز در استان فارس، تأسیس دی ۱۳۸۸)، یکی از نیروگاه‌های ایران از نوع زیست‌گاز با ظرفیت تولید ۱٬۰۶۵ کیلووات (تقریباً ۱ مگاوات) است.
این نیروگاه، از گاز تولیدشده در دفن‌گاه پسماندهای شهری، برای تولید برق استفاده می‌کند و می‌تواند بیش از ۴ میلیون متر مکعب زیست‌گاز را تبدیل به برق کرده و در نهایت سالانه تا حدود ۸ هزار مگاوات ساعت برق تولید کند.
ساخت این نیروگاه از سال ۱۳۸۶ آغاز شد و در دی ۱۳۸۸ با سرمایه‌گذاری ۲۵ میلیارد ریالی بخش خصوصی و سازمان انرژی‌های نو ایران (سانا) به بهره‌برداری رسید. نیروگاه زیست‌گاز شیراز دومین نیروگاه زیست‌گاز ایران پس از نیروگاه زیست‌گاز مشهد می‌باشد.